# Enmywaam
Der Enmywaam (russisch Энмываам) ist der rechte Quellfluss der Belaja im Autonomen Kreis der Tschuktschen in Nordost-Sibirien.

## Flusslauf
Der Enmywaam bildet den Abfluss des auf 492 m Höhe in einem Einschlagkrater gelegenen Sees Elgygytgyn. Der Enmywaam verlässt den See an dessen Südufer. Er fließt zuerst in südlicher und westlicher Richtung. Dann wendet er sich nach Osten und durchbricht die Bergkette des Anadyr-Plateaus. Später, nach Verlassen des Berglands, wendet sich der Enmywaam nach Süden und verläuft im Unterlauf westlich des Jurumkuwejem. Schließlich vereinigt sich der Enmywaam mit dem Jurumkuwejem zur Belaja, einem linken Nebenfluss des Anadyr. Der Enmywaam hat eine Länge von 285 km. Ein größerer Nebenfluss des Enmywaam ist der Wapanaiwaam von rechts.

## Hydrologie
Der Enmywaam entwässert den zentralen Teil des Anadyr-Plateaus. Das Einzugsgebiet umfasst 11.900 km². Am Pegel 21 km oberhalb der Mündung beträgt der mittlere Abfluss 96 m³/s. Der Fluss ist von November bis April eisbedeckt. Die höchsten monatlichen Abflüsse treten im Juni mit im Mittel 663 m³/s auf.